# ميدان آزادي
ميدان آزادي أو ساحة آزادي (بالفارسية: میدان آزادی) وكان يُعرف من قبل باسم ميدان شهياد (بالفارسية: میدان شهیاد)
هو ساحة ضخمة في العاصمة الإيرانية طهران. يستضيفُ الميدان برج آزادي. أُسس هذا الميدان بتكليفٍ من محمد رضا بهلوي آخر شاهات إيران، وذلكَ بمناسبة مرور 2500 سنة على ذكر تأسيس مملكة فارس.
تبلغُ مساحة الميدان حوالي 50.000 م2 بالإضافة إلى المناطق المجاورة له والتي تزيدُ من مساحته. يعدّ الميدان ثاني أكبر ساحات طهران ومن بين الأكبر في البلاد. يبلغُ طول البرج في وسط الميدان حوالي 50 مترًا وقد تمّ تصميهُ بطريقة معمارية إسلامية فيما استوحيت النافورة والحدائق من العمارة الإيرانية بحد ذاتها.
قبل الثورة الإيرانية عام 1979؛ كانت تُعرف المنطقة باسم میدان شهیاد (بالفارسية: میدان شهیاد) والتي تعني «ساحة النصب التذكاري للشاه». تميّز هذا الموقع كونه شهدَ العديد من المظاهرات السلميّة والعنيفة والتي أدّت في نهاية المطاف إلى قيام الثورة في 12 كانون الأول/ديسمبر 1979. في الوقت الحالي؛ يحتفلُ بعض الإيرانيين سنويًا بذكرى الثورة في ساحة آزادي، ويقع في البرج أحد أشهر قاعات الحفلات الموسيقية بالعاصمة.

## الطرق
- من الشمال:  طريق محمد علي السريع
- من الغرب:  كراج ماخوص (خاص)
- من الجنوب الغربي:  مدخل طريق مطار مهرآباد الدولي
- من الجنوب:  الطريق السريع
- من الشرق:  شارع آزادي

### وسائل النقل العام
- خط بي آر تي في طهران 1, 2, 10
- محطة مترو الميدان